# Observatório de Torre Alta da Amazônia

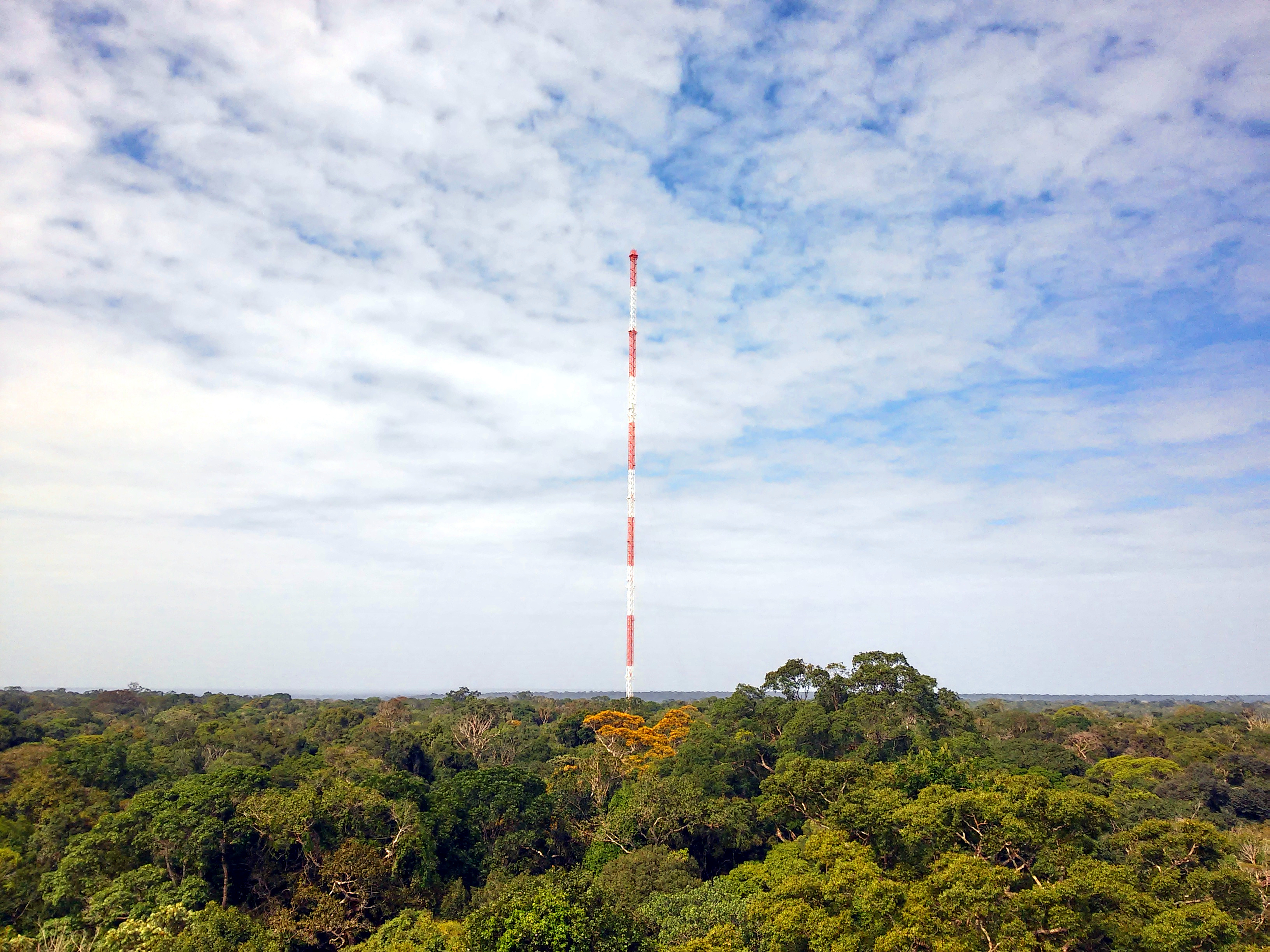
Torre alta de ATTO

Observatório de Torre Alta da Amazônia (em inglês:  Amazon Tall Tower Observatory - ATTO) é uma torre de pesquisa científica localizada na Amazônia com uma altura de 325 metros, sendo a maior estrutura da América Latina. O local é distante de qualquer presença humana,  cerca de 150 quilômetros de Manaus.  O projeto teve um custo total de cerca de 20 milhões de reais e foi feito através de uma parceria entre o Instituto Nacional de Pesquisas da Amazônia (INPA) e o Instituto Max Planck, da Alemanha.

## Descrição
O objetivo da torre é estudar o clima da floresta tropical praticamente intocada em torno dela. A estrutura fornece informações sobre uma área de aproximadamente 100 quilômetros quadrados em torno da torre. Entre os dados que são coletados, a torre mede os fluxos amazônicos de calor, água, gás carbônico, além de analisar padrões climáticos, (vento, umidade, formação de nuvens, etc).
O projeto foi iniciado em 2009, sendo que a construção iniciou em 15 de setembro de 2014 e a inauguração se deu um ano mais tarde, em 22 de setembro de 2015.